# Overdinkel

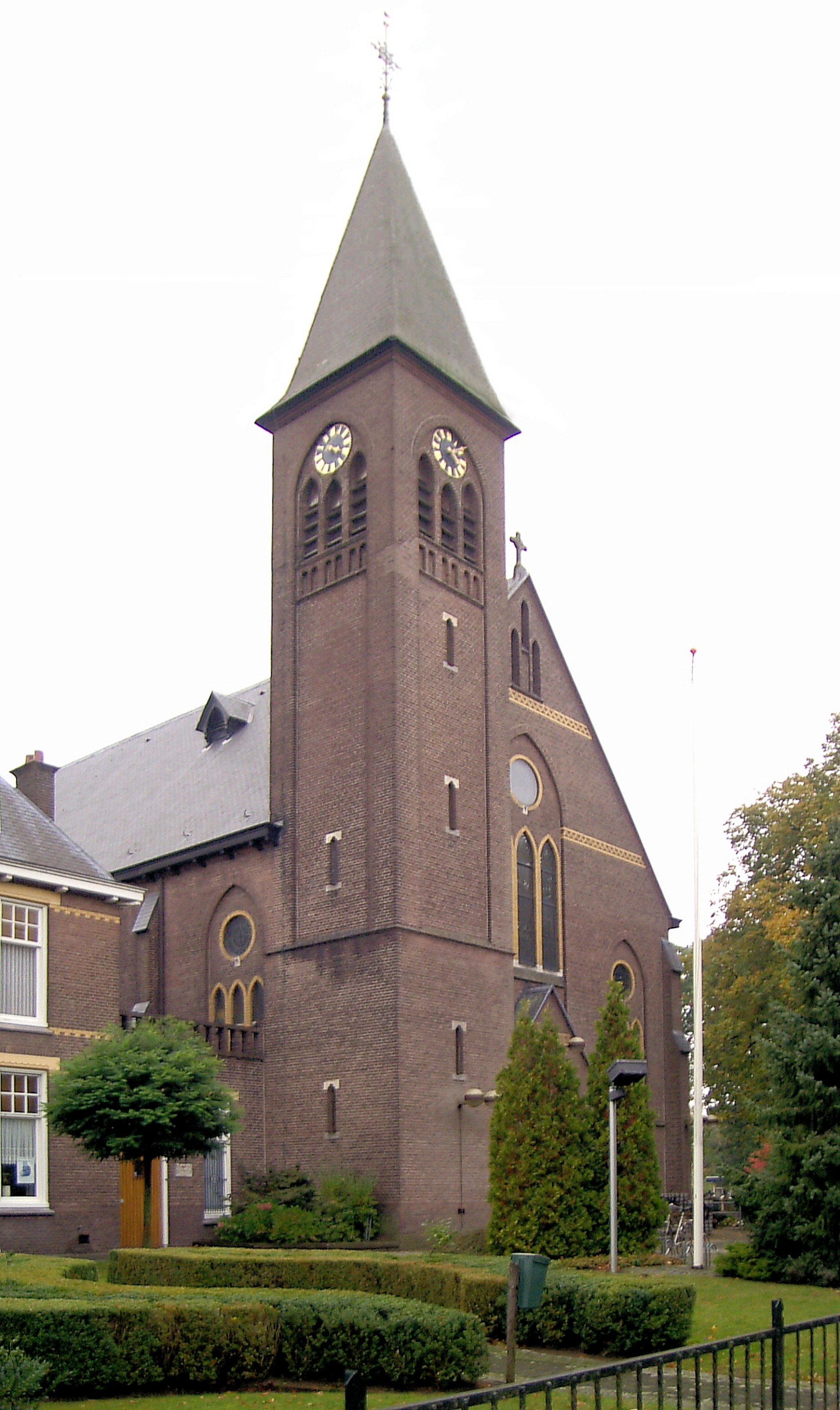
Römisch-katholische Kirche in Overdinkel

Overdinkel ist eine Ortschaft in der Gemeinde Losser in der niederländischen Provinz Overijssel.

## Geografie
Der Ort Overdinkel im Dreiländereck Niederlande-Niedersachsen-Nordrhein-Westfalen liegt zehn Kilometer östlich der Stadt Enschede, direkt an der Grenze zu Deutschland und zählte 2024 4.130 Einwohner. Nachbarort des Grenzdorfs auf deutscher Seite ist die Stadt Gronau (Westf.).

## Geschichte

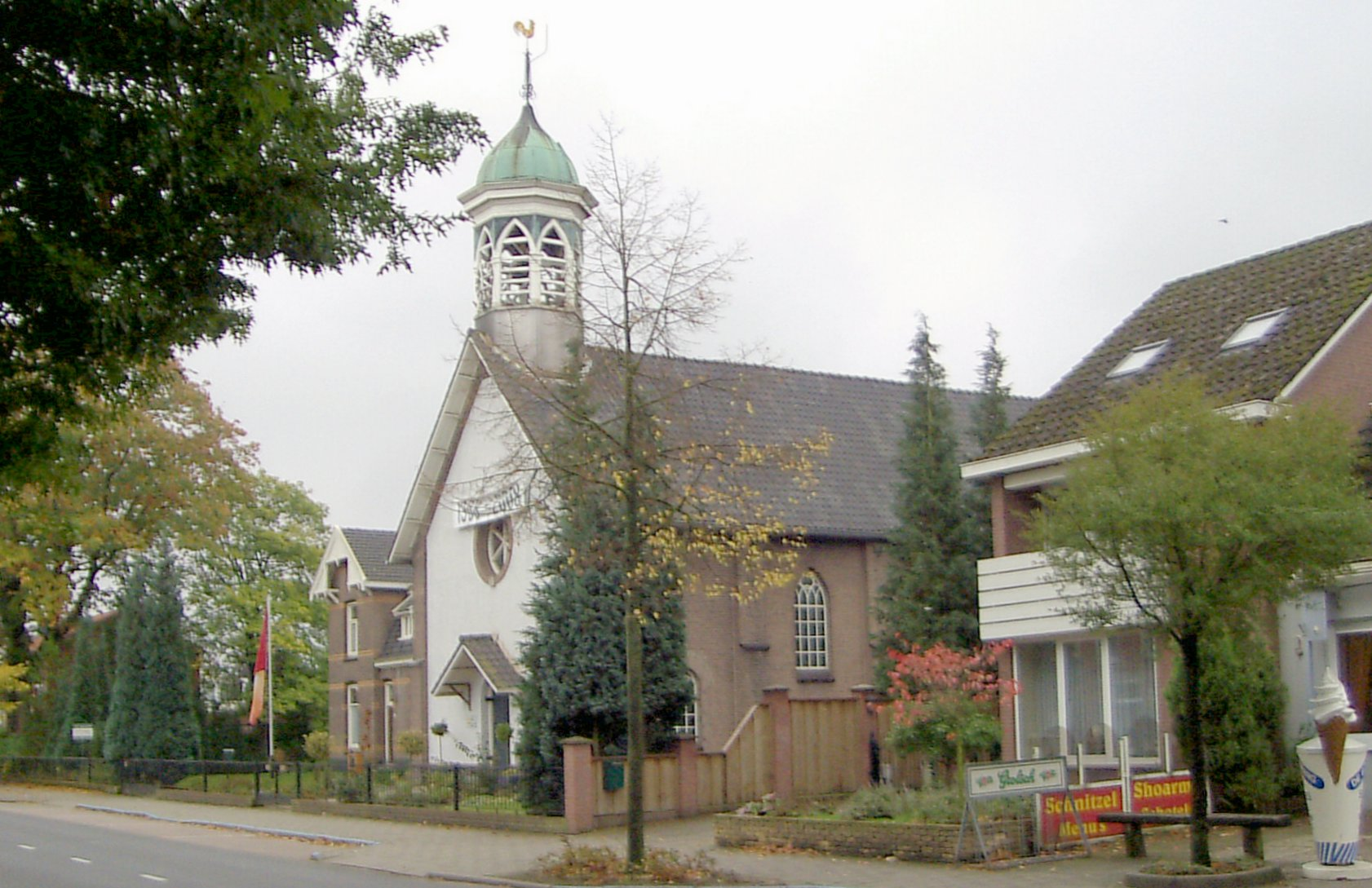
Protestantische Kirche in Overdinkel

Namensgeberin des Ortes ist die Dinkel, die in einem Bogen etwa 1,5 Kilometer  westlich von Overdinkel in Richtung Norden fließt.
Wie auch die nahen Städte Enschede, Nordhorn  und Gronau wurde Overdinkel durch die Textilindustrie geprägt, die vom zweiten Drittel des 19. Jahrhunderts bis in die 1970er Jahre viele Arbeitsplätze bot. Die Arbeitskräfte kamen zu Beginn der Epoche vor allem aus Friesland und Drenthe nach Overdinkel. 1907 hatte das Dorf bereits 1.600 Einwohner. Die Zugezogenen brachten die niederländisch-reformierte bzw. protestantische Konfession in die traditionell katholische Gegend. 1907 wurde die katholische, 1909 die niederländisch-reformierte Kirche errichtet.
Die katholische Kirche ist dem Heiligen Gerardus Majella geweiht, von dem eine Reliquie in der Kirche aufbewahrt wird. Seit 1912 findet alljährlich zu Ehren des Heiligen eine Prozession statt (am 1. Sonntag nach dem 16. Oktober, dem Gedenktag des Heiligen Gerhard).

## Verkehrsanbindung
Overdinkel ist jeweils 10 Kilometer von der niederländischen Autobahn 35 (Rijksweg 35) und der deutschen Bundesautobahn 31 entfernt.

## Belege
1. 1 2  Kerncijfers wijken en buurten 2024. In: StatLine. CBS, 14. Oktober 2024, abgerufen am 20. Oktober 2024.